# Uppsala Skridskoklubb
Uppsala Skridskoklubb (USK) är en ideell idrottsförening som bildades 1933 och bedriver en divergerad verksamhet med fokus på skridsko- och konståkning för barn, ungdomar och vuxna.
Målet är att så många som möjligt ska få möjlighet att lära sig åka konståkning.

## Historik
Tandläkaren Otto Abrahamsson samlade den 8 mars 1933 ett 20-tal konståkningsintresserade för att bilda Uppsala Skridskoklubb. Under ett stort antal år fanns ett omfattande samarbete med bl.a. Stockholms Allmänna Skridskoklubb.
Hemmaarenan var Studenternas idrottsplats där det ordnades ett stort antal uppvisningar och tävlingar under åren som följde. Träningsverksamheten bedrevs även på kringliggande sjöar samt i Stockholm.
Otto Abrahamsson arbetade inom alla delar av svensk konståkning, såsom domare, tränare, ordförande i klubben samt styrelseledamot i Svenska Konståkningsförbundet under ledning av bland annat Ulrich Salchow.

## Idag
Hemmais för USK är Gränby ishall. De som är engagerade i klubben idag arbetar för att bredda verksamheten.
Klubben har över 200 aktiva åkare, från skridskoskola upp till SM nivå, och klubben satsar även på paråkning, isdans, pojkgrupper, synkroniserad konståkning samt ungdom/vuxen-grupper.
Föreningen arrangerar egna aktiviteter under säsongen som shower, klubbuppvisningar, skridskodiscon och olika läger, bland annat sedan över 15 år "Rimbolägret" som är ett sommarläger för konståkning i Rimbo.
Sedan April 2018 har fått Elitlicensen från Svenska Konståkningsförbundet och således uppfyller de nya kraven för att få lov att träna åkare på elitnivå.